# NGC 6726
NGC 6726 ist ein Reflexionsnebel im Sternbild Südliche Krone. Das Objekt wurde am 15. Juni 1861 von Julius Schmidt entdeckt.